# Hieracium camkorijense
Hieracium camkorijense es una especie de planta con flor del género Hieracium, de la familia Asteraceae, orden Asterales.

## Distribución
Hieracium camkorijense se distribuye por Bulgaria, Grecia, Cáucaso Norte, Rumania, Transcáucaso y Turquía.

## Taxonomía
Fue descrita científicamente por Zahn. Fue publicada en Magyar Bot. Lapok 10: 172 (1911).